# Купинні луки Кентербері та Отаго
Купинні луки Кентербері та Отаго (ідентифікатор WWF: AA0801) — австралазійський екорегіон помірних луків, саван і чагарників, розташований у Новій Зеландії.

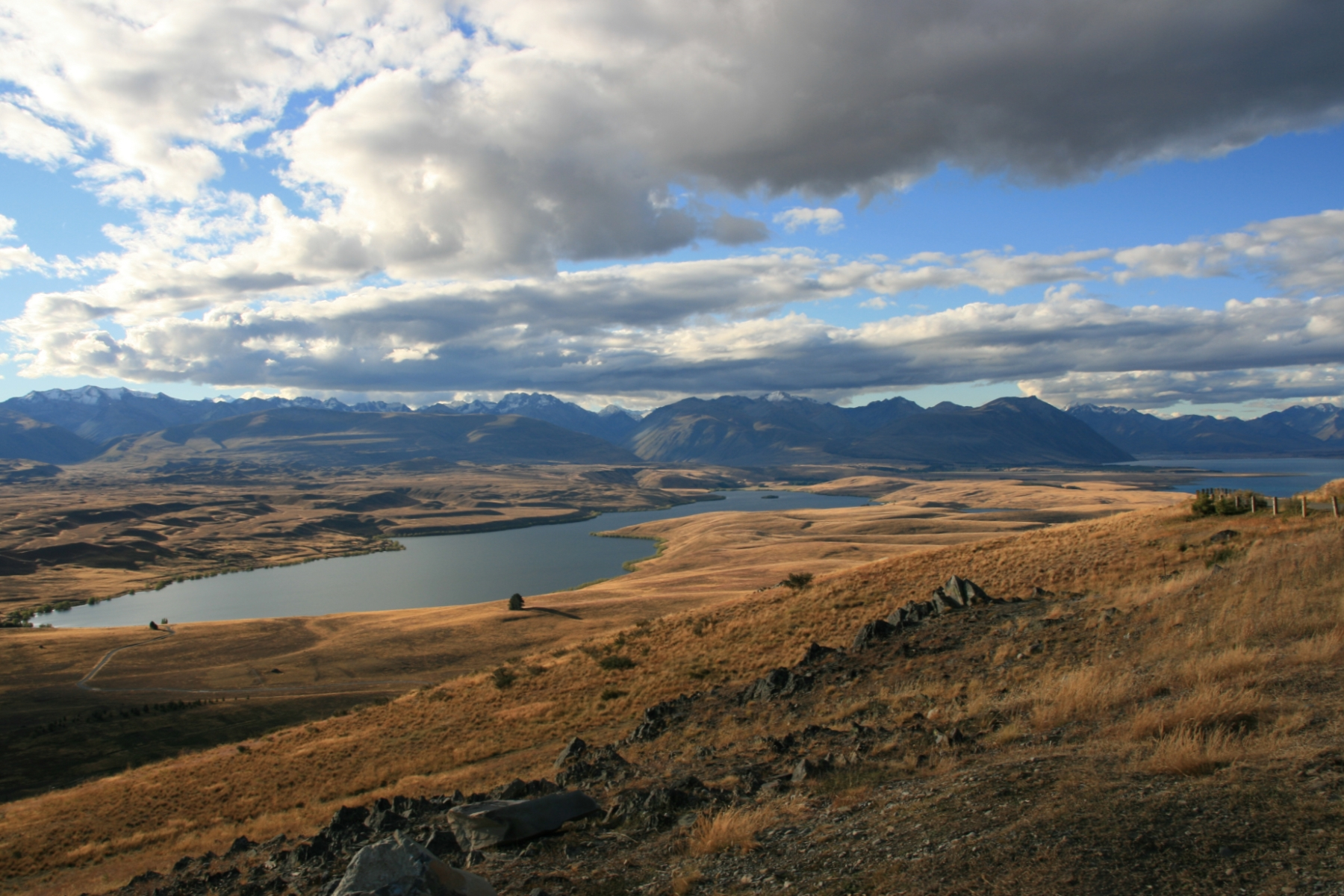
Западина Макензі (Отаго)

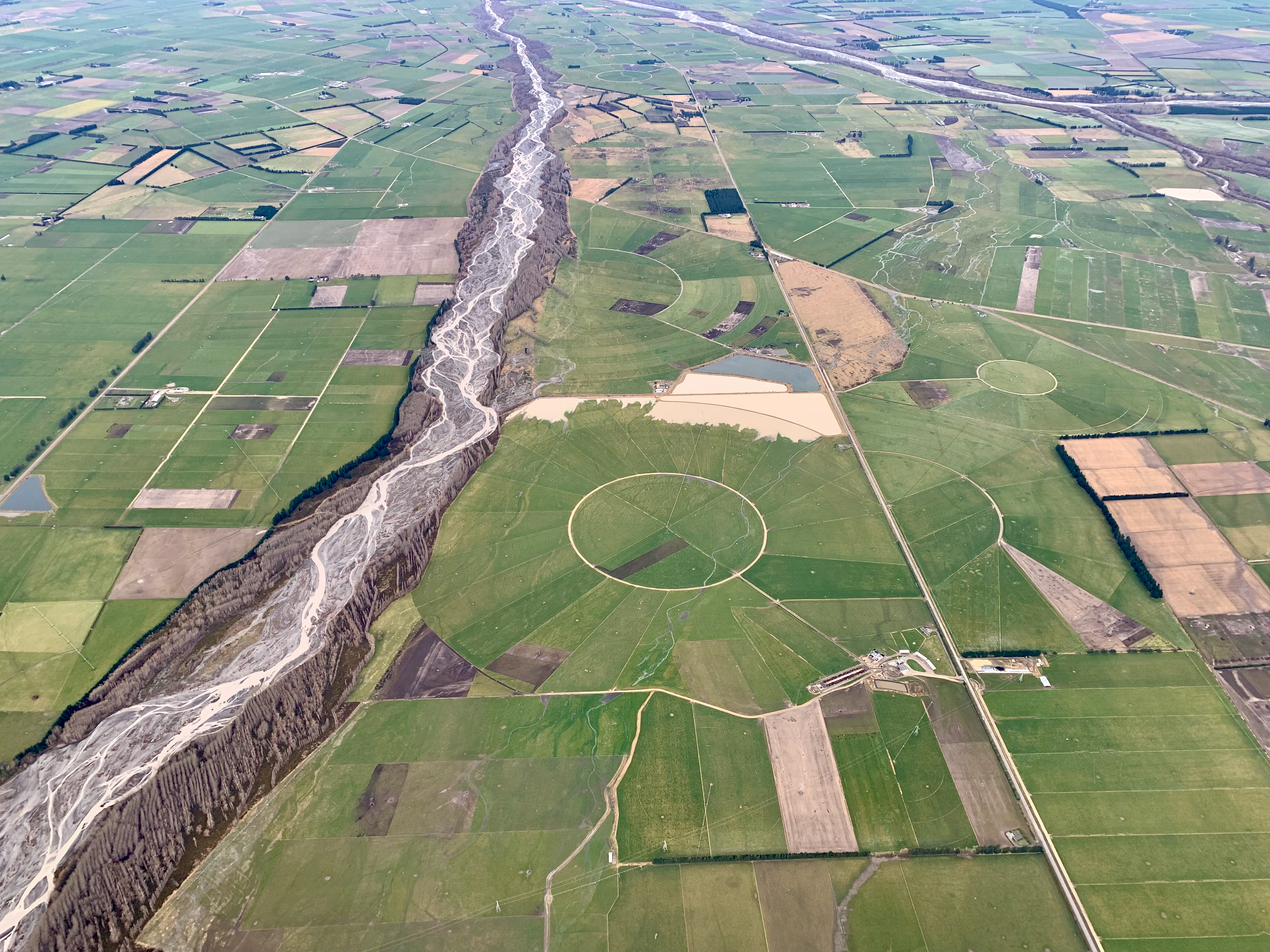
Річка Ашбертон (Кентербері)

## Географія
Екорегіон купинних луків Кентербері та Отаго охоплює східну частину Південного острова Нової Зеландії, розташовану на схід від Південних Альп, зокрема більшу частину регіонів Кентербері і Отаго та північно-східну частину регіону Саутленд. На північному сході Південного острова купинні луки Кентербері та Отаго переходять у помірні ліси Річмонду, на південному сході — у помірні ліси Саутленду, а в Південних Альпах на заході — у гірські луки Південного острова.
Південний острів Нової Зеландії є частиною континенту Зеландія — фрагменту стародавнього суперконтиненту Гондвана. Зеландія відокремилася від Австралії 85-60 мільйонів років тому, однак була майже повністю затоплена водами Тихого океану приблизно 23 мільйони років тому. Взаємодія Індо-Австралійської та Тихоокеанської літосферних плит уздовж Альпійського трансформного розлому призвела до активного гороутворення та до підняття Південного острова.
На заході Кентербері простягаються високі гори Крейгіберн та інші гірські хребти Південних Альп. Вони характеризуються типовими грауваковими особливостями ландшафту, такими як великі осипи та алювіальні конуси. В минулому високогір'я Кентербері були вкриті льодовиками, які залишили тут численні льодовикові форми рельєфу, зокрема широкі й глибокі трогові долини, по яким течуть річки, та морени. На схід від підніжжя цих гір, уздовж узбережжя Тихого океану простягається широка, майже пласка Кентерберійська рівнина, найбільша низовина Нової Зеландії, ширина якої досягає 70 км, а довжина — близько 180 м. З геологічної точки зору вона являє собою ряд велетенських алювіальних конусів, утворених з грубого граувакового гравію, глибина якого подекуди становить до 500 м, перекриті шаром лесу. Річки, що принесли цей гравій на Кентерберійську рівнину, зокрема Рангітата, Ракайя, Ашбертон та Ваймакарірі, беруть початок у Південних Альпах і течуть на схід до Тихого океану. Ці широкі річки мають плетені русла, що петляють між напівпостійними гравійними островами. В гирлах річок раніше були поширені болота, однак більшість із них наразі осушені. На східному узбережжі Кентербері помітно видається в море скелястий півострів Бенкс, сформований двома згаслими вулканами.
На відміну від гір Кентербері, брилові гори Центрального Отаго, зокрема гори Олд-Мен, під час останнього льодовикового періоду були занадто низькими та, можливо, занадто сухими, щоб там сформувалися льодовики. Вважається, що їхні широкі вершини, прикрашені характерними скелястими піками, є залишками еродованого пенеплена, який утворився у крейдовому періоді. З геологічної точки зору в Отаго переважають сланці з невеликими вкрапленнями грауваки. Гірські хребти Центрального Отаго перемежовуються широкими міжгірськими западинами, такими як басейн Макензі та рівнина Маніотото. На широких вершинах гір зустрічаються болота, а у посушливих западинах — солончаки. Через гори та невисокі пагорби Отаго протікають кілька глибоких річок, часто оточених скелястими ущелинами, зокрема річка Клута, найбільша річка Південного острова та друга за довжиною річка країни.

## Клімат
На більшій частині екорегіону домінує помірний морський клімат (Cfb за класифікацією кліматів Кеппена), а у деяких внутрішніх районах Отаго — напівпустельний клімат (BSk за класифікацією кліматів Кеппена). Територія регіону лежить у дощовій тіні Південних Альп, тому опадів тут випадає мало. На Кентерберійській рівнині середньорічна кількість опадів коливається від 400 до 800 мм, а у міжгірських котловинах Центрального Отаго вона не перевищує 500 мм. Взимку у цих міжгірських котловинах часто трапляються сильні морози, а в горах Олд-Мен протягом року спостерігаються лише 73 безморозні дні.

## Флора
До появи у Новій Зеландії людей посушливі рівнини Центрального Отаго були вкриті невисокими мішаними лісами, у яких переважали гірські тоатоа (Phyllocladus alpinus), гірські тотари (Podocarpus laetus), широколисті капуки (Griselinia littoralis) та вересові кануки (Kunzea ericoides). Біля підніжжя Південних Альп зустрічалися букові ліси, у яких домінували різні види нотофагусів або південних буків (Nothofagus spp.), а на рівнинах Кентербері — мішані буково-подокарпові ліси, у яких домінували чорні матаї (Prumnopitys taxifolia) та новозеландські тотари (Podocarpus totara). На берегах річок росли великі широколистяні ліси, а у заболочених районах на південь від півострова Бенкс — заболочені ліси, у яких домінували білі кахікатеа (Dacrycarpus dacrydioides), найвищі дерева Нової Зеландії. Після колонізації Нової Зеландії полінезійцями у XIII столітті велика частина цих лісів була спалена людьми внаслідок регулярних пожеж, які влаштовували мисливці під час полювання за велетенськими моа — подібними до страусів птахами, які були повністю винищені. Пізніше європейці продовжили процес розчистки земель.
Після того, як ліси регіону були майже знищені, замість них на рівнинах і горах Кентербері та Отаго почали домінувати купинні луки. На луках, поширених в горах регіону, переважають подушкоподібні, чагарникові вероніки або геби (Veronica sect. Hebe), віялоподібна спис-трава (Aciphylla subflabellata) та різні види снігових купинників (Chionochloa spp.). Ці угруповання, як правило, стабільні, а бур'янів на них зустрічається мало, хоча вони часто колонізуються здерев'янілими чагарниками, такими як матагоурі (Discaria toumatou). Однак полювання та надмірний випас худоби можуть призвести до виснаження гірських луків та поширення інвазивних видів.
Колись на рівнинах екорегіону домінували невисокі, стійкі до посух та регулярних пожеж купинні луки, на яких домінували новозеландські костриці (Festuca novae-zelandiae) та сріблясті купинники (Poa cita). Більшість луків, поширених на низьких і середніх висотах регіону, наразі значно деградували внаслідок пожеж, заростання бур’янами, надмірного випасу худоби, зрошення, внесення добрив та поширення інтродукованих європейських кролів (Oryctolagus cuniculus). Наразі більша частина родючих низовин екорегіону перетворена на сільськогосподарські угіддя та пасовища, на яких переважають чужорідні види рослин. Багато видів невисоких купинних трав, таких як неочікувані осоки (Carex inopinata), наразі мають обмежений ареал та є досить рідкісними. Наразі в екорегіоні залишилося лише 10 % купинних луків, порівняно з їх поширенням у 1940 році.
У деяких частинах екорегіону, зокрема в заповіднику Хіневай на гористому півострові Бенкс, а також у деяких районах на півночі та південному заході, зустрічаються ділянки первісних або відновлених букових лісів. У лісах півострова Бенкс домінують червоні буки (Nothofagus fusca), а також зустрічається багато вічнозелених широколистяних чагарників та невисоких дерев, таких як вересові кануки (Kunzea ericoides), п'ятипалі псевдопанакси (Pseudopanax arboreus), пальчасті шеффлери (Schefflera digitata) та різні види махое (Melicytus spp.) і софор (Sophora spp.) Також у цих лісах зустрічаються поодинокі голонасінні дерева з родини подокарпових (Podocarpaceae), зокрема гірські тотари (Podocarpus laetus), чорні матаї (Prumnopitys taxifolia) та білі кахікатеа (Dacrycarpus dacrydioides), а в підліску ростуть різноманітні папороті. 
Прибережних та заболочених лісів в екорегіоні залишилося дуже мало. На берегах плетених річок Кентербері поширені лишайники, повзучі мюленбекії (Muehlenbeckia axillaris) та різні види раулій (Raoulia spp.) і знотів (Epilobium spp.). У невеликих солончаках, поширених у посушливих міжгірських западинах Центрального Отаго, зустрічаються дуже спеціалізовані види, такі як лутиги Б'юкенена (Atriplex buchananii), які зазвичай ростуть у приморських районах, а також дуже рідкісні дрібні хріниці (Lepidium spp.).

## Фауна
Посушливі рівнини та скелясті гори Отаго є домом для великої кількості ендемічних плазунів та безхребетних. Особливої уваги заслуговують одні з найрідкісніших ящірок Нової Зеландії: ендемічні отазькі сцинки (Oligosoma otagense) та великі сцинки (Oligosoma grande), ареал яких скоротився приблизно на 90 % внаслідок знищення природних оселищ та хижацтва з боку інтродукованих тварин. У залишках лісів на півострові Бенкс зустрічаються кентерберійські гекони (Woodworthia brunnea), а в гірських районах Центрального Отаго — ендемічні бурганські сцинки (Oligosoma burganae).
У регіоні Отаго зустрічається близько 60 % видів серед усіх безхребетних Нової Зеландії, близько 10 % з яких є ендеміками екорегіону. Вони займають усі доступні екосистеми від високих вершин до прибережних районів, зустрічаються в змішаних угрупованнях, які включають як місцеві, так і чужорідні види, а також живуть у менш змінених середовищах. Серед комах домінуючою групою є твердокрилі, серед яких є низка ендемічних видів, зокрема нелітаючі жуки з роду Prodontria. Ендемічні кромвельські хрущі (Prodontria lewisii) зустрічаються лише серед піщаних дюн у невеликому заповіднику площею 0,8 км² поблизу міста Кромвелл. Лускокрилі також є численними в регіоні: лише в Отаго зустрічається 120 ендемічних видів молей або близько 10 % від усіх видів, поширених в регіоні. Деякі метелики мають незвичайні моделі поширення: так, типово альпійський метелик Chloroclystis nereis зустрічається на узбережжі.
Весною та влітку на берегах плетених річкових систем Кентербері зустрічається щонайменше 26 видів водоплавних птахів, які тут шукають їжу або гніздяться. Серед них слід відзначити чорного кулика-довгонога (Himantopus novaezelandiae), одного з найрідкісніших куликів світу. У 1999-2000 роках дика популяція цього виду становила лише близько 30 дорослих особин, однак завдяки зусиллям природоохоронців з розмноження птахів у неволі та випуску їх у природу популяція почала поступово зростати. Плетені русла річок, болота та озера у верхній частині басейну Ваїтакі є єдиним місцем розмноження чорних куликів-довгоногів (Himantopus novaezelandiae). Серед інших птахів, що гніздяться на гравійних берегах плетених річок регіону, слід відзначити рідкісних криводзьобих пісочників (Anarhynchus frontalis) та новозеландських куликів-сорок (Haematopus finschi), а серед птахів, поширених на купинних луках, — новозеландських щевриків (Anthus novaeseelandiae)
У річках з повільною течією зустрічаються ендемічні кентерберійські мулові риби (Neochanna burrowsius), які можуть зариватися у вологий мул під час посухи. Ці риби перебувають під загрозою зникнення: їх чисельність невелика, а їхнім середовищам існування загрожує осушення. Серед інших місцевих риб, поширених в регіоні, слід відзначити різні види галаксій, зокрема в'юнкого коаро (Galaxias brevipinnis) та смугастого кокопу (Galaxias fasciatus). Ці та більшість інших місцевих риб є мігруючими, і їхній успіх у розмноженні залежить від збереження відкритих шляхів до моря та від відсутності гребель чи інших перешкод. Наразі у великих річках Отаго та Кентербері поширені численні інтродуковані риби, такі як струмкова форель (Salmo trutta), райдужна форель (Oncorhynchus mykiss), чавича (Oncorhynchus tshawytscha) та нерка (Oncorhynchus nerka).
Півострів Отаго, розташований на південному сході екорегіону, є основним місцем розмноження новозеландських морських котиків (Arctocephalus forsteri), а також найпівнічнішим місцем на материковій частині Нової Зеландії, де розмножуються рідкісні новозеландські морські леви (Phocarctos hookeri). На півдні півострова гніздиться близько 18 пар королівських альбатросів (Diomedea epomophora) — це єдина материкова колонія цих птахів у всьому світі. Також на узбережжі півостровів Отаго і Банкс зустрічаються рідкісні жовтоокі пінгвіни (Megadyptes antipodes), популяція яких в регіоні нараховує близько 500 пар.

## Збереження
Лукам екорегіону загрожує надмірний випас худоби, збільшення кількості пожеж та розвиток інфраструктури. Також загрозою є поширення чужорідних видів рослин, таких як скручена сосна (Pinus contorta), віниковий жарновець (Cytisus scoparius) та іржаста шипшина (Rosa rubiginosa). Надмірний випас худоби може призвести до поширення інвазивного звичайного нечуйвітра (Pilosella officinarum) та інших бур'янів. Річкам та навколишнім водно-болотним угіддям загрожує поширення інвазивних попелястих верб (Salix cinerea), ламких верб (Salix fragilis) та багатолистих люпинів (Lupinus polyphyllus), які можуть колонізовувати та стабілізовувати динамічний гравій, ускладнюючи пошук їжі місцевим коловодним птахам. Також загрозою для збереження природи регіону є поширення інтродукованих тварин, зокрема хижих здичавілих котів (Felis catus), малих пацюків (Rattus exulans), сірих пацюків (Rattus norvegicus), чорних пацюків (Rattus rattus), горностаїв (Mustela erminea), лісових тхорів (Mustela putorius furo) та малих ласиць (Mustela nivalis), які полюють на місцевих птахів і плазунів, а також лисячих кузу (Trichosurus vulpecula), благородних оленів (Cervus elaphus), свійських кіз (Capra hircus) та рудошиїх валлабі (Notamacropus rufogriseus), які пасуться на місцевих луках та порушують регенерацію букових лісів.
Оцінка 2017 року показала, що 2234 км², або 4 % екорегіону, є заповідними територіями. Природоохоронні території включають: Заповідний парк Отеаке, Заповідний парк Те-Кахуї-Каупека, Заповідний парк Те-Папануї та Заповідник Хіневай.